# Championnat d'Amérique du Nord féminin de volley-ball
Le championnat d'Amérique du Nord de volley-ball féminin est une compétition sportive internationale de volley-ball. Il est organisé par la North, Central America and Caribbean Volleyball Confederation (NORCECA). Il a été créé en 1969. Il se déroule tous les deux ans dès le début.

## Palmarès
| 1969 Détails | Mexico                                       | Mexique | Cuba | États-Unis | Canada |
| 1971 Détails | La Havane                                    | Mexique | Cuba | Antilles néerlandaises | Porto Rico |
| 1973 Détails | Tijuana                                      | Cuba | Canada | États-Unis | Mexique |
| 1975 Détails | Los Angeles                                  | Cuba | États-Unis | Mexique | Canada |
| 1977 Détails | Saint Domingue                               | Cuba | États-Unis | Canada | République dominicaine |
| 1979 Détails | La Havane                                    | Cuba | États-Unis | Mexique | Canada |
| 1981 Détails | Mexico                                       | États-Unis | Cuba | Mexique | Canada |
| 1983 Détails | Indianapolis                                 | États-Unis | Cuba | Canada | Mexique |
| 1985 Détails | Santiago de los Caballeros                   | Cuba | États-Unis | Canada | Porto Rico |
| 1987 Détails | La Havane                                    | Cuba | États-Unis | Canada | Mexique |
| 1989 Détails | San Juan                                     | Cuba | Canada | États-Unis | Mexique |
| 1991 Détails | Régina                                       | Cuba | États-Unis | Canada | Mexique |
| 1993 Détails | Colorado Springs                             | Cuba | États-Unis | Canada | Mexique |
| 1995 Détails | Saint Domingue                               | Cuba | États-Unis | Canada | République dominicaine |
| 1997 Détails | Caguas                                       | Cuba | États-Unis | République dominicaine | Canada |
| 1999 Détails | Monterrey                                    | Cuba | États-Unis | Canada | République dominicaine |
| 2001 Détails | Saint Domingue                               | États-Unis | Cuba | République dominicaine | Mexique |
| 2003 Détails | Saint Domingue                               | États-Unis | Cuba | République dominicaine | Canada |
| 2005 Détails | Port-d'Espagne                               | États-Unis | Cuba | République dominicaine | Porto Rico |
| 2007 Détails | Winnipeg                                     | Cuba | États-Unis | République dominicaine | Canada |
| 2009 Détails | Bayamón                                      | République dominicaine | Porto Rico | Cuba | États-Unis |
| 2011 Détails | Caguas                                       | États-Unis | République dominicaine | Cuba | Porto Rico |
| 2013 Détails | Omaha                                        | États-Unis | République dominicaine | Porto Rico | Canada |
| 2015 Détails | Morelia                                      | États-Unis | République dominicaine | Porto Rico | Canada |
| 2017 Détails | / Santo Domingo / Vancouver / Port-d'Espagne | Pas de phase finale, seulement les phases qualificatives (trois poules dans trois pays différents) pour les Championnats du monde 2018. | Pas de phase finale, seulement les phases qualificatives (trois poules dans trois pays différents) pour les Championnats du monde 2018. | Pas de phase finale, seulement les phases qualificatives (trois poules dans trois pays différents) pour les Championnats du monde 2018. | Pas de phase finale, seulement les phases qualificatives (trois poules dans trois pays différents) pour les Championnats du monde 2018. |
| 2019 Détails | San Juan                                     | République dominicaine | États-Unis | Canada | Porto Rico |
| 2021 Détails | Guadalajara                                  | République dominicaine | Porto Rico | Canada | États-Unis |
| 2023 Détails | Québec                                       | République dominicaine | États-Unis | Canada | Cuba |

## Tableau des médailles
| Rang  | Nation                 | Or | Argent | Bronze | Total |
| ----- | ---------------------- | -- | ------ | ------ | ----- |
| 1     | Cuba                   | 13 | 7      | 2      | 22    |
| 2     | États-Unis             | 8  | 13     | 3      | 24    |
| 3     | République dominicaine | 5  | 3      | 5      | 13    |
| 4     | Mexique                | 2  | 0      | 3      | 5     |
| 5     | Canada                 | 0  | 2      | 12     | 14    |
| 6     | Porto Rico             | 0  | 3      | 2      | 5     |
| 7     | Antilles néerlandaises | 0  | 0      | 1      | 1     |
| Total | Total                  | 28 | 28     | 28     | 84    |

## Meilleures joueuses par tournoi
- 2001 –  Tara Cross-Battle
- 2003 –  Yumilka Ruiz
- 2005 –  Nancy Metcalf
- 2007 –  Nancy Carrillo
- 2009 –  Prisilla Rivera
- 2011 –  Bethania De La Cruz
- 2013 –  Kelly Murphy
- 2015 –  Nicole Fawcett
- 2019 –  Brayelin Martínez
- 2021 –  Gaila González (en)
- 2023 –  Brenda Castillo